# Мэйнард, Бриттани
Бриттани Лорен Мэйнард (англ. Brittany Lauren Maynard; 19 ноября 1984, Анахайм, Калифорния — 1 ноября 2014, Портленд) — американская общественная активистка, болевшая раком мозга в последней стадии и выступавшая за легализацию метода помощи в самоубийстве.

## Биография
Бриттани Мэйнард родилась 19 ноября 1984 года в Анахайме, штат Калифорния. В 2006 году она окончила Колледж литературы и науки Калифорнийского университета в Беркли, получив степень бакалавра в области психологии, а в 2010 году педагогическое отделение Калифорнийского университета в Ирвайне со степенью магистра в области образования.

### Болезнь и общественная деятельность
1 января 2014 года Бриттани был поставлен диагноз фибриллярная астроцитома, после чего ей была проведена частичная трепанация черепа и резекция височной доли. В апреле 2014 года наступил рецидив заболевания, но уже в форме астроцитомы IV степени злокачественности, также известной как глиобластома, после чего, по мнению врачей, жить ей оставалось не более шести месяцев.
Бриттани переехала из Калифорнии в штат Орегон, где действует Закон о достойной смерти, решив, что «смерть с достоинством является наилучшим вариантом для меня и моей семьи». Она опубликовала видеопослание с объяснением своих намерений на сайте «YouTube», собравшее более 3 миллионов просмотров. Бриттани начала сотрудничать с некоммерческой правозащитной организацией «Сострадание и выбор» в рамках агитации за создание фонда «Brittany Maynard Fund» с целью легализовать помощь в самоубийстве в тех штатах, где она является незаконной, в частности в Нью-Джерси, Массачусетсе, Коннектикуте, Колорадо и Калифорнии. Кроме этого, Мэйнард написала письмо в «CNN» под названием «Мое право на смерть с достоинством в 29» (англ. My Right to Death with Dignity at 29), в котором сказала:
Я неделями лечилась от рака. Я не самоубийца. Если бы я хотела совершить суицид, я бы давно сделала это, поскольку соответствующее лекарство мне выписано, и оно уже у меня. Я не хочу умирать, но я умираю. И я хочу умереть на своих условиях. Я не собираюсь убеждать кого-либо, оказавшегося в моей ситуации, выбрать «смерть с достоинством». Мой вопрос в другом: почему у кого-то есть право лишать нас этого выбора?
Помимо общественной деятельности, Бриттани много путешествовала: несколько месяцев она обучала сирот в Непале, побывала во Вьетнаме, Камбодже, Лаосе, Сингапуре, Таиланде, съездила в Коста-Рику, Танзанию, где покорила Килиманджаро, занималась скалолазанием в Эквадоре, а дайвингом на Галапагосских островах. В последние месяцы жизни она посетила Йеллоустонский национальный парк и побывала на Аляске. В октябре 2014 года она сказала, что зачеркнула последний пункт в списке мест, которые надо посетить — им оказался Большой каньон. Кроме этого, у Бриттани было две собаки и она работала волонтером в местной организации защиты животных.
29 октября 2014 года Бриттани сказала, что «кажется пришло время». Она планировала расстаться с жизнью 1 ноября, приняв лекарства, назначенные лечащим врачом.

### Самоубийство
1 ноября 2014 года, после оказания помощи в смерти, Бриттани Мэйнард скончалась в Портленде. Она сама специально выбрала эту дату, чтобы избавить себя и свою семью от последствий болезни и в радости отпраздновать день рождения мужа, который состоялся шесть дней назад. Бриттани приняла смесь транквилизаторов и веществ, подавляющих функцию дыхания, выписанных доктором, после чего погрузилась в глубокий сон, и умерла через 30 минут в собственной спальне в присутствии близкого круга родственников — лучшей подруги, мужа Дэниела и его брата Эдриана. В соответствии с законом штата Орегон в отношении помощи в самоубийстве, в качестве официальной причины в свидетельстве о смерти была записана опухоль головного мозга. В своём заключительном посте в социальной сети Facebook Бриттани написала:

Прощайте мои дорогие друзья и семья, которых я люблю. Сегодня я решила умереть с достоинством перед лицом моей неизлечимой болезни, этого страшного рака мозга, который отобрал так много у меня… но мог бы отнять гораздо больше. Мир — красивое место, путешествия были моим величайшим учителем, мои близкие друзья и родные являются главными дарителями. У меня даже есть круг поддержки у моей постели, пока я печатаю… Прощай, мир. Твори добро. А расплатись с другими!
Оригинальный текст (англ.)Goodbye to all my dear friends and family that I love. Today is the day I have chosen to pass away with dignity in the face of my terminal illness, this terrible brain cancer that has taken so much from me … but would have taken so much more. The world is a beautiful place, travel has been my greatest teacher, my close friends and folks are the greatest givers. I even have a ring of support around my bed as I type … Goodbye world. Spread good energy. Pay it forward!

Информация о месте и дате похорон Бриттани не была обнародована. Муж Бриттани Мэйнард Дэниел Диас позже рассказал о её последних днях и часах в интервью «NBC News» и «People». Он отметил, что в свой последний день Бриттани вышла на долгую прогулку с семьей, друзьями, собаками Чарли и Беллой, однако утром она снова пережила очередной сильный приступ. «Мы вернулись домой, и она просто уже знала, что её время пришло. Припадок был напоминанием о том, что опасность не за горами, в любой момент она могла ослепнуть, оказаться парализованной или немой». Диас сказал, что в последние минуты её жизни он поклялся продолжить дело, начатое супругой, и признался, что думает о ней каждый день.

## Личная жизнь
В сентябре 2012 года Бриттани вышла замуж за Дэниела Эстебана «Дэна» Диаса, с которым познакомилась в апреле 2007 года. Они пытались завести ребёнка. Помимо мужа её пережили родная мать Дебора Зиглер и отчим Гэри Холмс. Мать Дебора сказала, что Бриттани мечтала посетить Перу: «есть такое место в Перу — Мачу-Пикчу. Город высоко в горах. Боюсь туда ехать, но она сказала, что мы там встретимся. Поэтому, черт возьми, я туда поеду».

## Наследие
В течение нескольких недель до своей смерти Бриттани Мэйнард стала символом Соединенных Штатов Америки в дискуссии о праве на эвтаназию, обратив на свою историю внимание общественности. Статью о её жизни в «People» прочитали более 16 миллионов человек, сделавшие более 300 тысяч репостов и оставившие 5900 комментариев. Научный сотрудник отдела медицинской этики Нью-Йоркского университета Артур Каплан написал, что Мэйнард была «молодой, живой, привлекательной… совсем другим типом человека», отличным от среднестатистического пациента в штате Орегон со средним возрастом в 70 лет, она «изменила взгляд на дискуссию», показав, что существуют люди её поколения, интересующиеся этим вопросом. Бывший главный редактор «Медицинского журнала Новой Англии» Марсия Энджелл отметила, что Мэйнард стала «новым лицом» движения за смерть с достоинством и «очень помогла будущим пациентам, которые могут захотеть сделать такой же выбор».
На момент смерти Мэйнард только в трёх штатах США действовали законы о достойной смерти для неизлечимо больных: Орегон, Вермонт, Вашингтон; в двух других были приняты судебные решения, защищающие врачей, помогшим своим пациентам уйти из жизни (Монтана, Нью-Мексико), а ещё в семи штатах схожие законы были вынесены на рассмотрение. Между тем, в опросах по поводу принятия данных законов американская общественность разделилась на два противоборствующих лагеря. Сторонники Мэйнард делали акцент на то, что она вдохновила других людей на попытки узаконить добровольную помощь в смерти в Коннектикуте, в частности 59-летнюю Сару Майерс с боковым амиотрофическим склерозом. В течение трех дней после смерти Мэйнард один из высокопоставленных чиновников из Ватикана осудил её решение, назвав способ самоубийства с помощью «нелепостью». В Национальном комитете права на жизнь обвинили организацию «Compassion & Choices» в «эксплуатации болезни Бретани Мейнард для содействия легализации прописанного доктором самоубийства в США». Мать Бриттани защитила решение своей дочери в письме, опубликованном этой организацией, заявив, что «в свои двадцать девять лет выбор дочери умереть мягко, а не путём страданий от физической и психической деградации и сильной боли, не заслуживает того, чтобы быть охарактеризованным как предосудительный теми, кто находились далеко и не знали о её положении».
К 2014 году законы о достойной смерти были приняты только в трёх штатах США — Орегоне, Вашингтоне и Вермонте, а в 2015 году к ним присоединились Монтана и Калифорния.